# North West & Welsh Counties American Football League 1987
La North West & Welsh Counties American Football League 1987 è stata la 1ª e unica edizione dell'omonimo torneo di football americano.

## Squadre partecipanti
| Club                  | Città      | Stadio | Sponsor ufficiale | Risultato nella stagione 1986 |
| --------------------- | ---------- | ------ | ----------------- | ----------------------------- |
| Buckley Hangmen       | Buckley    |        |                   |                               |
| Caernarvon Centurions | Caernarfon |        |                   |                               |
| Cheshire Cats         | Wallasey   |        |                   |                               |
| Prestatyn Panthers    | Prestatyn  |        |                   |                               |

## Stagione regolare

### Calendario

#### 1ª giornata
| 17 maggio 1987 | Cheshire Cats | 23 – 21 | Caernarvon Centurions |  |

#### 2ª giornata
| 24 maggio 1987 | Buckley Hangmen | 20 – 6 | Prestatyn Panthers |  |

#### 3ª giornata
| 31 maggio 1987 | Caernarvon Centurions | 30 – 26 | Buckley Hangmen |  |

#### 4ª giornata
| 7 giugno 1987 | Prestatyn Panthers | 6 – 0 | Cheshire Cats |  |

#### 5ª giornata
| 14 giugno 1987 | Buckley Hangmen | 14 – 51 | Cheshire Cats |  |

#### 6ª giornata
| 21 giugno 1987 | Caernarvon Centurions | 21 – 20 | Prestatyn Panthers |  |

#### 7ª giornata
| 28 giugno 1987 | Buckley Hangmen | 6 – 46 | Cheshire Cats |  |

#### 8ª giornata
| 9 aprile 1987 | Prestatyn Panthers | 25 – 14 | Caernarvon Centurions |  |

#### 9ª giornata
| 12 luglio 1987 | Cheshire Cats | 34 – 14 | Prestatyn Panthers |  |

#### 10ª giornata
| 19 luglio 1987 | Buckley Hangmen | 12 – 26 | Caernarvon Centurions |  |

#### 11ª giornata
| 26 luglio 1987 | Prestatyn Panthers | 38 – 8 | Buckley Hangmen |  |

#### 12ª giornata
| 2 agosto 1987 | Caernarvon Centurions | 8 – 9 | Cheshire Cats |  |

### Classifica
La classifica della regular season è la seguente:
- PCT = percentuale di vittorie, G = partite giocate, V = partite vinte,  P = partite perse, PF = punti fatti, PS = punti subiti

| Pos. | Squadra               | PCT  | G | V | N | P | PF  | PS  |
| ---- | --------------------- | ---- | - | - | - | - | --- | --- |
| 1    | Cheshire Cats         | .833 | 6 | 5 | 0 | 1 | 163 | 70  |
| 2    | Caernarvon Centurions | .500 | 6 | 3 | 0 | 3 | 120 | 115 |
| 3    | Prestatyn Panthers    | .500 | 6 | 3 | 0 | 3 | 109 | 97  |
| 4    | Buckley Hangmen       | .167 | 6 | 1 | 0 | 5 | 87  | 197 |

## Playoff

### Tabellone
|  | Semifinali | Semifinali            | Semifinali |                    |   | Finale        | Finale | Finale |  |
|  |            |                       |            |                    |   |               |        |        |  |
|  | 1          | Cheshire Cats         | 80         |                    |   |               |        |        |  |
|  | 1          | Cheshire Cats         | 80         |                    |   |               |        |        |  |
|  | 4          | Buckley Hangmen       | 8          |                    |   |               |        |        |  |
|  | 4          | Buckley Hangmen       | 8          |                    | 1 | Cheshire Cats | 16     |        |  |
|  |            |                       |            |                    | 1 | Cheshire Cats | 16     |        |  |
|  |            |                       | 3          | Prestatyn Panthers | 0 |               |        |        |  |
|  | 2          | Caernarvon Centurions | 3          | Prestatyn Panthers | 0 | 0             |        |        |  |
|  | 2          | Caernarvon Centurions |            |                    |   |               |        |        |  |
|  | 3          | Prestatyn Panthers    | 6          |                    |   |               |        |        |  |

### Semifinali
| 16 agosto 1987 | Cheshire Cats | 80 – 8 | Buckley Hangmen |  |

| 23 agosto 1987 | Caernarvon Centurions | 0 – 6 | Prestatyn Panthers |  |

### Finale
| 6 settembre 1987 | Cheshire Cats | 16 – 0 | Prestatyn Panthers |  |

## Verdetti
- Cheshire Cats vincitori della NWWCAFL 1987